# Tour de la communauté de Madrid
Le Tour de la communauté de Madrid  (en espagnol : Vuelta a la Comunidad de Madrid) est une course cycliste espagnole disputée dans la communauté de Madrid. 
Créé en 1983, c'était une course amateure jusqu'en 2004. Il a intégré l'UCI Europe Tour en 2005 sous la forme d'une course à étapes, en catégorie 2.2, puis 2.1 en 2008. En 2013, il devient une course d'un jour classée en catégorie 1.1. L'épreuve est annulée en 2014, pour revenir l'année suivante sous la forme d'une course à étapes.
La course fait partie de la Coupe d'Espagne en 2019. L'édition 2020, prévue en mai, est annulée en raison de la pandémie de coronavirus. L'épreuve n'a pas été organisée depuis.

## Palmarès
| Année            | Vainqueur                | Deuxième                       | Troisième               |
| ---------------- | ------------------------ | ------------------------------ | ----------------------- |
| 1983             | Ángel Mayordomo          | Joan Caldentey Perelló         | Laudelino Cubino        |
| 1984             | Anselmo Fuerte           | Manuel Guijarro                | Roberto Torres          |
| 1985             | Juan Carlos Chouzas      | José Ignacio Cano              | Joaquim Faura           |
| 1986             | Antonio Sampedro         | Iván Alemany                   | José Ignacio Moratinos  |
| 1987             | Santos Hernández         | Fabrizio Bontempi              | Pedro Antonio Marquina  |
| 1988 non-disputé |                          |                                |                         |
| 1989             | Torres Herrerias         |                                |                         |
| 1990             | Bernardo González Miñano | Juan Carlos García González    | Manuel Pascual Soler    |
| 1991             | David Plaza              |                                |                         |
| 1992             | Javier Díaz              | Juan Carlos Domínguez          | Ramon García            |
| 1993             | Javier Díaz              |                                |                         |
| 1994             | David Plaza              | Mariano Moreda                 | Domingo José Segado     |
| 1995             | José Luis Rebollo        | Miguel Ángel Martín Perdiguero | Isaac Villanueva        |
| 1996             | David Navas              | César García                   | David Martínez          |
| 1997             | Vladislav Borisov        |                                |                         |
| 1998 non-disputé |                          |                                |                         |
| 1999             | Alberto Hierro Seco      |                                |                         |
| 2000             | Sergio Villamil          | Pablo Fernández Pérez          | David Arroyo            |
| 2001 non-disputé |                          |                                |                         |
| 2002             | Carlos Castaño Panadero  |                                |                         |
| 2003             | Antonio López            | Mikel Elgezabal                | Julio Domínguez         |
| 2004             | Antonio López            | Gustavo Toledo                 | Mauricio Ortega         |
| 2005 non-disputé |                          |                                |                         |
| 2006             | Sergi Escobar            | Jesús Ramírez                  | Mikhail Ignatiev        |
| 2007             | Manuel Lloret            | Ángel Vicioso                  | Carlos Castaño Panadero |
| 2008             | Oleh Chuzhda             | Francisco Mancebo              | Constantino Zaballa     |
| 2009             | Héctor Guerra            | Alejandro Valverde             | Xavier Tondo            |
| 2010             | Sergio Pardilla          | Fortunato Baliani              | Iván Melero             |
| 2011             | Rui Costa                | Javier Moreno                  | Jonathan Castroviejo    |
| 2012             | Sergey Firsanov          | Nairo Quintana                 | Rémy Di Grégorio        |
| 2013             | Javier Moreno            | Mikel Landa                    | Delio Fernández         |
| 2014 non-disputé |                          |                                |                         |
| 2015             | Evgeny Shalunov          | Diego Rubio                    | Alberto Gallego         |
| 2016             | Juan José Lobato         | Jesús Herrada                  | Daniele Ratto           |
| 2017             | Óscar Sevilla            | Raúl Alarcón                   | Fabricio Ferrari        |
| 2018             | Edgar Pinto              | Fabio Duarte                   | Jonathan Caicedo        |
| 2019             | Clément Russo            | Romain Hardy                   | Carlos Barbero          |

## Palmarès de la course espoirs
Depuis 2008, une version réservée aux moins de 23 ans est organisée. En 2011 et 2013, le Tour fait partie de l'UCI Europe Tour en catégorie 2.2U.
| Année     | Vainqueur              | Deuxième          | Troisième           |
| --------- | ---------------------- | ----------------- | ------------------- |
| 2008      | Tony Hurel             | João Pereira      | Gorka Izagirre      |
| 2009      | Rubén Martínez (es)    | Alexander Ryabkin | Jesús del Pino      |
| 2010      | Daniel Díaz            | Pablo Marcosano   | Sebastián Tamayo    |
| 2011      | Bob Rodriguez          | Jimmy Janssens    | Haritz Orbe         |
| 2012      | non-disputé            |                   |                     |
| 2013      | Petr Vakoč             | Haritz Orbe       | Marcos Jurado       |
| 2014-2020 | non-disputé            |                   |                     |
| 2021      | Elias Maris            | Xabier Isasa      | Robbe Claeys        |
| 2022      | Abel Balderstone       | Marcel Camprubí   | Alejandro Franco    |
| 2023      | Diego Uriarte          | Jaume Guardeño    | Maksym Bilyi        |
| 2024      | Pablo Bonilla          | Sam Maisonobe     | Mateusz Gajdulewicz |
| 2025      | Samuel Fernández Heres | Ismael Goñi       | Adrián Benito       |